# Oddział Rozpoznawczy Okręgu Wilno Armii Krajowej
Oddział Rozpoznawczy Okręgu Wilno AK (ORKO) – polski oddział partyzancki Wileńskiego Okręgu Armii Krajowej.

## Formowanie i walki
Sformowany rozkazem komendanta Wileńskiego Okręgu AK 15 maja 1944. Jako zalążek posłużył szwadron zwiadu konnego 3 Brygady AK. Spełniał funkcję oddziału dyspozycyjnego i bezpośredniej osłony Komendanta Okręgu w polu. Oddział składał się już z dwóch plutonów po 4 sekcje, po 6 ułanów w każdej. Od 27 maja stałym miejscem postoju ORKO były Dziewieniszki.18 czerwca oddział przeprowadził pierwszą akcję bojową. Rozbrojona została wojskowa osłona majątku Zamkówka. Zdobyto około 20 kb, broń krótką, granaty i wozy taborowe. Na początku lipca ORKO liczył 80-100 żołnierzy.
W końcu czerwca wszedł w skład Zgrupowania nr 1 Okręgu Wilno Armii Krajowej. Pierwszy pluton tego oddziału pod dowództwem ppor. „Jura” towarzyszył Komendantowi Okręgu „Wilkowi” i stacjonował w Dziewieniszkach. Na początku lipca 1944 roku oddział ORKO zniszczył na szosie lidzkiej pod Trokielami samochód osobowy, w którym polegli trzej oficerowie i jeden podoficer Wehrmachtu. W akcji zdobyto 3 pistolety maszynowe oraz inną broń. 3 lipca ORKO dokonał akcji zniszczenia samochodu ciężarowego na szosie lidzkiej pod Bieniakoniami. W akcji tej zdobyto działko ppanc z amunicją, 15 kb, pistolety maszynowe i zwykłe, 2 rkm. Zniszczono samochód osobowy.

## Organizacja i obsada etatowa oddziału
Dowództwo
- Dowódca ORKO - por. Władysław Kitowski "Grom"[a]
- szef ORKO - wachm. Józef Baran "Karbid"
- Adiutant - Gruby
- Łączniczki - Maria Kitowska "Margerita"
- "Syn pułku" - Waligura
- Służba sanitarna - wachm. Czypczyk
- Kwatermistrzostwo

wachm. Olcha
wachm. Wrona
- Rusznikarz - N.N.
- Podkuwacz koni - N.N.

1 pluton kawalerii
- dowódca ppor. Hieronim Piotrkowski "Jur"
- zastępca plut. Kmieć
  - dowódcy sekcji:

kpr. Zygmunt Kłosiński "Huzar"
kpr. Kazimierz Buncler „Mik” (syn majora Kazimierza Bunclera)
kpr. Bronisz
kpr. Jan Protasewicz "Drucik"
2 pluton kawalerii
- dowódca - ppor. Jerzy	Urbankiewicz "Zawada"
- zastępca - plut. Bajka
  - dowódcy sekcji:

kpr. Romuald Frąckiewicz "Łoś"
N.N.
N.N.
kpr. Wamp
pluton kolarzy
- dowódca - Popiel
  - dowódcy sekcji:

kpr. Cichy
kpr. Murzyn
N.N.
N.N.
sekcja motorowa
- dowódca - plut. Zmora

1 samochód ciężarowy, 3 motocykle, pięciu żołnierzy
działon przeciwpancerny
- dowódca - Johan

1 działko ppanc.; pięciu żołnierzy
Razem:
ok. 60 koni i 20 rowerów.